# Bellaire (Michigan)
Pour les articles homonymes, voir Bellaire.
Bellaire est un village des États-Unis, siège du comté d'Antrim dans l’État américain du Michigan.
Le village a été fondé par Ambrose E. Palmer en 1879.
D'abord nommée Keno, Ambrose E. Palmer a changé le nom du village en Bellaire, le 20 juin 1879, en référence à la bonne qualité de l'air du comté.
Sa population est de 1053 habitants en 2020.
Bellaire possède un petit aéroport.